# Industrial Dance
Industrial Dance ist eine hauptsächlich in Nordamerika verbreitete Dachbezeichnung für Musikgruppen aus dem Post-Industrial-Umfeld, die in Europa den Richtungen Electronic Body Music, Electro-Industrial oder Dark Electro zugeordnet werden. Die Bezeichnung impliziert dabei sowohl eine Bezugnahme auf das Post-Industrial-Umfeld als auch den Schwerpunkt auf (meist) tanzbare, vorwiegend elektronisch generierte Kompositionen, wie sie in der zweiten Hälfte der 1980er Jahre auf beiden Seiten des Atlantiks anlässlich der serienmäßigen Entwicklung von Samplern und Sequenzern populär wurden.
Der Ausdruck Industrial Dance ist seit der Mitte der 1980er Jahre verbreitet und wird von Musikzeitschriften, wie dem SPIN Magazine und dem CMJ New Music Monthly, sowie zahlreichen Sachbüchern genutzt, um die Musik von Gruppen wie Cabaret Voltaire, Die Krupps, Portion Control, The Neon Judgement, Clock DVA, Nitzer Ebb, Front 242,, Skinny Puppy Front Line Assembly, Ministry (Mitt-80er Phase), KMFDM, Yeht Mae oder frühe Spahn Ranch zu kategorisieren.
Mit dem Industrial Dance assoziierte Labels waren in den 1980ern Wax Trax! in Chicago und Nettwerk in Vancouver, in den 1990ern gefolgt von Cleopatra Records in Los Angeles, Metropolis Records in Philadelphia und COP International in San Francisco. Unter dem Titel A Dilettante’s Guide to Industrial Dance Music präsentierte das SPIN Magazine im März 1989 einen ausführlichen Bericht, der sich vornehmlich dem Wax-Trax!-Umfeld, mit Bands wie Ministry, 1000 Homo DJs, Lead Into Gold, Pailhead und Front 242, sowie Nettwerk, mit Künstlern wie Skinny Puppy, Manufacture und Keith LeBlanc (Tackhead), widmete.